# Avie Tevanian
Avie Tevanian (* 1961 in Westbrook (Maine)) ist ein US-amerikanischer Softwareentwickler armenischer Abstammung und der Schöpfer des macOS-Betriebssystems von Apple.
An der Carnegie Mellon University war er einer der Hauptentwickler des Mach-Betriebssystems (auch als Mach-Kernel bekannt). Er nutzte diese Arbeit bei NeXT Inc. als Grundlage für das Betriebssystem NeXTSTEP. Von 1997 bis 2003 war er Senior Vice President of Software Engineering bei Apple und dann von 2003 bis 2006 Chief Software Technology Officer. Dort hat er NeXTSTEP zu macOS umgestaltet. Apples macOS und iOS enthalten beide den Mach Kernel, und iPadOS, watchOS und tvOS sind alle von iOS abgeleitet.